# Hormopsylla cryptica
Hormopsylla cryptica är en loppart som beskrevs av Tipton et Machado 1972. Hormopsylla cryptica ingår i släktet Hormopsylla och familjen fladdermusloppor. Inga underarter finns listade i Catalogue of Life.